# Coccorchestes huon
Coccorchestes huon là một loài nhện trong họ Salticidae. Loài này được phát hiện ở New Guinea.